# Livio Fanzaga
Livio Fanzaga (Dalmine, 11 novembre 1940) è un presbitero, conduttore radiofonico, teologo e saggista italiano.
È, a partire dal 1988, direttore di Radio Maria, la più popolare emittente radiofonica cattolica al mondo e della quale, nel corso tempo, è diventato il simbolo.Tra i programmi da lui condotti su Radio Maria, il più importante e seguito è certamente La lettura cristiana della cronaca e della storia.
È membro dell'Istituto religioso degli scolopi.

## Biografia
Nato nel 1940 a Sforzatica, frazione di Dalmine, da una famiglia operaia, frequentò le scuole elementari nello stabilimento dell'azienda omonima di quel comune.
Sentì la vocazione a 12 anni; all'oratorio rimase affascinato dagli esercizi spirituali di tre giorni di don Lorenzo Milani. Nel 1954, a 14 anni, fu aiutato da padre Casellani a superare le cattive referenze del parroco, che lo giudicava troppo vivace per il ruolo. Entrò in seminario presso gli scolopi, dove superò le scuole medie in un anno, per poter frequentare il liceo classico di Finale Ligure. La scelta dei padri scolopi fu dettata dalla possibilità di lavorare con i giovani ed andare in missione.
Nel 1957 proseguì gli studi alla Pontificia Università Gregoriana di Roma. Fu ordinato sacerdote il 19 marzo 1966; nello stesso anno conseguì il dottorato in teologia con una tesi dal titolo La Gerusalemme celeste nell'Apocalisse, avendo per relatore un sacerdote gesuita.

### Vita pastorale
Dal 1966 al 1988 padre Livio svolse il servizio sacerdotale a San Siro, quartiere di Milano: gli venne assegnata la parrocchia di San Giuseppe Calasanzio, dove seguì i giovani nell'oratorio per tre anni e mezzo. In questo periodo frequentò l'Università Cattolica del Sacro Cuore, laureandosi in filosofia. Tra i compagni di studio di padre Livio c'era Mario Capanna con cui visse le contestazioni universitarie del 1968, venendo a contatto con don Luigi Giussani e con don Luigi Negri, di cui apprezzò la reazione cattolica alla crisi del 1968 e la veemenza nella catechesi ai giovani.
Di quegli anni scrive Aldo Grasso: "All'epoca organizzava riunioni antimperialiste per combattere l'invasione Usa in Vietnam (leggeva ABC, un settimanale molto laico). Poi è partito missionario in Africa". Già allora, secondo Grasso, Fanzaga era uso a "sacramentare" contro presunti avversari.
Nel 1970 Livio Fanzaga partì per un anno in una missione in Africa, a Podor nel nord del Senegal, una zona a prevalenza musulmana. Lì fondò il centro culturale di Podor. In seguito il governo gli assegnò la cattedra di filosofia medievale presso l'Università di Dakar. Essendosi poi ammalato di tubercolosi dovette ritornare in Italia per curarsi.
In parrocchia a San Siro costruì la biblioteca e continuò la sua esperienza con la pastorale giovanile ideando ed attuando il progetto del post-cresima, un itinerario catechistico formativo che accompagna i giovani dalla confermazione al matrimonio. In seguito si iscrisse alla facoltà di scienze politiche senza però laurearsi: mancava solo un esame.

### La visita a Medjugorje e il passaggio a Radio Maria
Dal 1985, in seguito ad un pellegrinaggio a Međugorje, è diventato uno dei più appassionati sostenitori delle apparizioni mariane. Da quel momento ha iniziato a collaborare con Radio Maria, che allora era una piccola radio parrocchiale con sede ad Arcellasco, frazione di Erba, divenendone direttore nel 1987 ed ampliandone la diffusione in tutta Italia. Oggi Radio Maria fa parte di un network radiofonico a livello mondiale, con 78 emittenti in più di 50 paesi che trasmettono in lingua locale. Dati Audiradio stimano in 1 644 000 gli ascoltatori medi giornalieri in Italia nel 1º semestre 2009.
Livio Fanzaga conduce personalmente numerose trasmissioni radiofoniche, in particolare la Lettura cristiana della cronaca e della storia e la Catechesi ogni mattina dal lunedì al sabato, la Catechesi giovanile il venerdì sera ed altri programmi radiofonici, il cui materiale è poi confluito in numerose pubblicazioni.

## Pensiero e visione teologica

### Riflessioni sulla propria esperienza a Međugorje
In un'intervista del luglio 2008 ha affermato:

### Riflessioni sull'azione del demonio
Livio Fanzaga, nell'ambito dell'evangelizzazione, sostiene che l'azione del demonio sia aumentata notevolmente nel corso degli ultimi secoli ed in particolare negli ultimi decenni.
Nel suo libro “Il falsario. La lotta quotidiana contro Satana.”, richiamando i contenuti del Catechismo della Chiesa Cattolica, Livio Fanzaga sostiene che l'avversario di Dio e nemico dell'uomo, ovvero Satana, sia riuscito, soprattutto negli ultimi anni, ad acquisire silenziosamente sempre maggior potere, fino ad esercitare con sempre maggior forza la sua influenza nel mondo e in particolare negli organismi che detengono il potere condizionando le idee, le scelte e le decisioni dell'opinione pubblica. In questo libro, Livio Fanzaga, sostiene che l'opera di seduzione che Satana stia attuando subdolamente nel mondo possa causare effetti nefasti sul lungo termine per la società e per la Chiesa, qualora non sia smascherata e contrastata in tempo, con le armi della fede, che sono a suo parere il più grande antidoto contro l'azione del "nemico", ovvero: la Santa Messa, la Sacra Scrittura, i Sacramenti, il digiuno, la preghiera incessante e soprattutto il Santo Rosario, raccomandato sia nelle presunte apparizioni mariane di Medjugorje sia nelle apparizioni mariane di Fatima già riconosciute dalla Chiesa.
Nel gennaio 2008, commentando le polemiche studentesche e di parte del corpo docente dell'Università "La Sapienza" di Roma che precedettero il declino da parte della Santa Sede dell'invito che il rettore dell'Università aveva indirizzato al Papa perché intervenisse all'inaugurazione dell'anno accademico, ebbe a dire:
Ritornò in seguito sullo stesso argomento durante un'intervista:
In una trasmissione successiva ribadì la propria convinzione teologica, ossia che dietro agli attacchi alla Chiesa e al Papa ci sia sempre l'opera di Satana.
A proposito dell'influenza di Satana sul "male" del mondo, lo stesso Padre Livio nel testo Sono arrivati i tempi della fine? approfondisce e chiarisce meglio il concetto:
Nel 2006, il vescovo di Vittorio Veneto, mons. Giuseppe Zenti, ha rimproverato padre Livio attraverso una lettera, poiché secondo lui i programmi di "Radio Maria" con continue tematiche riguardanti diavoli, esorcismi e fatture "mettono scompiglio e gettano sospetti persino su familiari e sposi…"; lettera a cui Padre Livio ha così risposto:
Durante la trasmissione radiofonica Catechesi Giovanile ha illustrato la teoria secondo cui Hitler avrebbe ordinato il genocidio di 6 milioni di ebrei perché odiava Gesù Cristo, anch'egli ebreo. In seguito ha precisato che tale affermazione era basata su un articolo pubblicato anni prima su Avvenire.

### Opinioni sull'evoluzionismo
Nel merito dell'evoluzionismo Livio Fanzaga sostiene che:
Questa puntualizzazione si era resa necessaria dopo che nello stesso periodo aveva, ironicamente, così definito la teoria dell'evoluzione:
Livio Fanzaga asserisce così che a motivare la comparsa dell'uomo sulla Terra il darwinismo sarebbe inadeguato, in quanto a suo avviso esso non spiegherebbe la specificità dell'uomo rispetto agli altri esseri viventi e l'esistenza dell'anima.

## Controversie
- In occasione del referendum abrogativi del 2005 sulla fecondazione assistita lanciò ripetuti inviti all'astensionismo, in linea con la Conferenza Episcopale Italiana
- Nel 2006 Livio Fanzaga commentò l'eventualità che Massimo D'Alema fosse eletto presidente della Repubblica contestando l'opportunità di eleggere un non cattolico, «sempre estraneo al mondo cattolico e indifferente alle sue preoccupazioni in materia di sentimento religioso e di questioni etiche»[20]
- Il 15 novembre 2020, durante una diretta radiofonica, ha sostenuto che la Pandemia di COVID-19 sarebbe un complotto mondiale orchestrato dalle élite e ispirato da Satana, per conquistare il mondo entro il 2021 un progetto del quale l'elezione di Joe Biden alla presidenza degli Stati Uniti d'America sarebbe “la ciliegina sulla torta”.[21][22]
- Nel giugno 2017, l'Ordine dei giornalisti lo ha sospeso per sei mesi dall'esercizio della professione a causa di un suo intervento, datato febbraio 2016, in cui, associandola alla metafora della Babilonia biblica, indirizzava un "memento mori" alla senatrice Monica Cirinnà, autrice di quel disegno di legge sulle unioni civili che da lei prende il nome[23][24][25]

## Opere

### Libri di teologia e catechesi
- Vangelo vivo, quattro volumi. Sugarco.
- Magnificat. Il poema di Maria, Sugarco, 1996. ISBN 88-7198-399-8.
- Il senso del dolore, Sugarco, 1996. ISBN 88-7198-408-0.
- Dies irae. I giorni dell'anticristo, Sugarco, 1997. ISBN 88-7198-435-8.
- Maria nel cammino di santità. Commento al «Segreto di Maria» di san Luigi Maria da Montfort, San Paolo, 1998. ISBN 88-215-3783-8.
- Sguardo sull'eternità. Morte, giudizio, inferno, paradiso, Sugarco, 1998. ISBN 88-7198-428-5.
- Il falsario. La lotta quotidiana contro satana, Sugarco, 1999. ISBN 88-7198-422-6.
- Cristianesimo controcorrente. Pensieri sul destino dell'uomo, San Paolo, 2001. ISBN 88-215-4380-3.
- Il cammino di conversione, Sugarco, 2001. ISBN 88-7198-448-X.
- I dieci comandamenti, Sugarco, 2001. ISBN 88-7198-453-6.
- I doni dello Spirito Santo, Sugarco, 2002. ISBN 88-7198-456-0.
- Maria madre di misericordia. All'angosciosa disperazione del mondo contemporaneo Dio dona Maria come sorgente viva di gioia e di speranza, San Paolo, 2002. ISBN 88-215-4627-6.
- Sui passi di Bernadette, Sugarco, 2002. ISBN 88-7198-444-7.
- Preghiera e vita cristiana, San Paolo, 2003. ISBN 88-215-4655-1.
- I vizi capitali (e le contrapposte virtù), Sugarco, 2003. ISBN 88-7198-465-X.
- Gesù Cristo e il senso della vita, Sugarco, 2004. ISBN 88-7198-473-0.
- La verginità di Maria e la nostra verginità, Sugarco, 2004. ISBN 88-7198-479-X.
- Il discernimento spirituale, Sugarco, 2004. ISBN 88-7198-471-4.
- Le virtù cardinali. Prudenza, giustizia, fortezza, temperanza, San Paolo, 2004. ISBN 978-88-215-6016-3.
- Le virtù teologali. Fede, speranza e carità, San Paolo, 2004. ISBN 88-215-4839-2.
- Credo. Le verità fondamentali della fede, San Paolo, 2005. ISBN 88-215-5204-7. Nuova edizione: Sugarco, 2015, ISBN 978-88-7198-697-5.
- Quelli che non si vergognano di Gesù Cristo, Sugarco, 2005. ISBN 88-7198-500-1.
- Lotte e tentazioni dei Padri del deserto, Sugarco, 2005. ISBN 88-7198-497-8.
- Pellegrino a quattro ruote sulle strade d'Europa, Sugarco, 2005. ISBN 88-7198-505-2.
- L'affidamento a Maria, Ares, 2005. ISBN 88-8155-318-X.
- La parrocchia sottomarina,Sugarco 2006.
- «Scrivo a voi giovani perché siete forti». Lettera alla gioventù che crede nella vita, San Paolo, 2007. ISBN 978-88-215-5918-1. Nuova edizione: Sugarco, 2016, ISBN 978-88-7198-704-0.
- Come sei bella Maria, Sugarco, 2007. ISBN 978-88-7198-520-6.
- Non praevalebunt. Manuale di resistenza cristiana, Sugarco, 2007. ISBN 978-88-7198-533-6.
- Profezie sull'anticristo. Verrà nella potenza di Satana, Sugarco, 2007. ISBN 978-88-7198-538-1.
- La confessione, Sugarco, 2008. ISBN 978-88-7198-544-2.
- L'uomo e il suo destino eterno, Sugarco, 2008. ISBN 978-88-7198-557-2.
- Maria dolce madre, Sugarco, 2008. ISBN 978-88-7198-563-3.
- La tentazione, Sugarco, 2010. ISBN 978-88-7198-578-7.
- Credo in Gesù Cristo, Sugarco, 2010. ISBN 978-88-7198-596-1.
- La fede insegnata ai figli, Sugarco, 2010. ISBN 978-88-7198-604-3.
- Gesù ci insegna a vivere, Sugarco, 2011. ISBN 978-88-7198-616-6.
- La fame di Dio. Meditazioni sull'Eucaristia, Sugarco, 2011. ISBN 978-88-7198-620-3.
- Il Paradiso, Ares, 2011. ISBN 978-88-8155-527-7
- Magnificat. Il poema di Maria, Sugarco, 2012. ISBN 978-88-7198-634-0.
- Il miracolo della conversione, Piemme, 2012. ISBN 978-88-566-2215-7.
- Senza preghiera non puoi vivere, Sugarco, 2012. ISBN 978-88-7198-640-1.
- Le mie parole non passeranno, San Paolo, 2013. ISBN 978-88-215-7668-3.
- Dio parla al cuore. La voce di Dio è un soffio soave che indica il cammino e dona la pace, Sugarco, 2013. ISBN 978-88-7198-658-6.
- Catechesi giovanile. Le tentazioni, Sugarco, 2013. ISBN 978-88-7198-662-3.
- Il Purgatorio. Fiamma d'amore, Sugarco, 2013. ISBN 978-88-7198-665-4.
- Le vie del cuore. Vangelo per la vita quotidiana (commento ai vangeli festivi dell'anno liturgico A), Piemme, 2013. ISBN 978-88-566-2438-0.
- Desiderio d'infinito. Vangelo per la vita quotidiana (commento ai vangeli festivi dell'anno liturgico B), Piemme, 2014. ISBN 978-88-566-2439-7.
- Decisi e forti nella fede, Sugarco, 2014. ISBN 978-88-7198-675-3.
- Il coraggio del perdono, Sugarco, 2014. ISBN 978-88-7198-680-7.
- L'ultima battaglia. La vittoria di Gesù sul demonio, Piemme, 2015. ISBN 978-88-566-4652-8.
- Dio ci invita col sorgere del sole al mattino, Sugarco, 2015. ISBN 978-88-7198-696-8.
- La pazienza di Dio. Vangelo per la vita quotidiana (commento ai vangeli festivi dell'anno liturgico C), Piemme, 2015. ISBN 978-88-566-2440-3.
- Il volto della misericordia, Sugarco, 2015. ISBN 978-88-7198-699-9.
- La grandezza dell'umiltà. La virtù che salverà il mondo, Piemme, 2016. ISBN 9788856650976.
- I sacramenti, Sugarco, 2016. ISBN 9788871987118.
- La Santa Messa. Il cuore della vita cristiana, Sugarco, 2017. ISBN 978-88-7198-722-4.
- La vita è una missione, Sugarco, 2017. ISBN 978-88-7198-727-9.
- Il Figlio dell'uomo, quando verrà, troverà la fede sulla terra?, Sugarco, 2018. ISBN 978-88-7198-739-2.
- Le sorgenti della fede, Sugarco, 2018. ISBN 978-88-7198-742-2.
- La preghiera cristiana. Bella. Insuperabile. Divina, Sugarco, 2019. ISBN 978-88-7198-746-0.
- La gioia di amare, Piemme, 2019. ISBN 978-88-566-6927-5.
- L'inganno del modernismo, Sugarco, 2019. ISBN 978-88-7198-755-2.
- L'Apocalisse è incominciata, Sugarco, 2019. ISBN 978-88-7198-758-3.
- Maria di Nazareth. Il coraggio di una Donna che si è fidata di Dio, Sugarco, 2020. ISBN 978-88-7198-762-0.
- La strada del cielo. La vita come pellegrinaggio verso l'eternità, Piemme, 2020. ISBN 978-88-566-7538-2.
- La dottrina cattolica. Il Credo antimodernista di San Paolo VI, Sugarco, 2020. ISBN 978-88-7198-769-9.
- La bellezza divina del Cristianesimo, Sugarco, 2020. ISBN 978-88-7198-772-9.
- Fidati di Gesù, Sugarco, 2021. ISBN 978-88-7198-785-9.
- La meraviglia di esistere. Le domande sul senso della vita, Sugarco, 2021. ISBN 978-88-7198-788-0.
- La sorte delle anime nei giorni della grande tribolazione, Sugarco, 2022. ISBN 978-88-7198-793-4.
- L'invidia. Il morso del diavolo, Sugarco, 2022. ISBN 978-88-7198-798-9.
- Io sono cristiano e amo Gesù sopra ogni cosa, Sugarco, 2022. ISBN 978-88-7198-801-6.
- Tempo di Fortezza. Una virtù per affrontare il mare agitato dell'esistenza, Piemme, 2023. ISBN 9788856685800.

### Libri dedicati a Međjugorje
- Perché credo a Medjugorje, Sugarco, 1998. ISBN 88-7198-427-7.
- La Madonna è nostra madre (intervista di P. Livio a Vicka di Medjugorje), Shalom, 1998.
- Vicka parla ai giovani e alle famiglie (intervista di P. Livio a Vicka di Medjugorje), Shalom, 1998.
- Via Crucis con Vicka sul monte Krizevac, Shalom, 2000.
- Riccardo Caniato e Vincenzo Sansonetti, Maria, alba del terzo millennio. Medjugorje vent'anni, 1981-2001, Milano, Ares, 2001. ISBN 88-8155-213-2; 2002. ISBN 88-8155-243-4. (ed. riveduta e ampliata)
- La mia giovinezza con la Madonna (intervista di P. Livio a Jakov di Medjugorje), Shalom, 2001.
- La Madonna ci insegna a pregare (intervista di P. Livio a Marija di Medjugorje), Shalom, 2001.
- La Madonna prepara per il mondo un futuro di pace (intervista di P. Livio a Mirjana di Medjugorje), Shalom, 2002.
- La sofferenza e la gioia (intervista di P. Livio a Vicka di Medjugorje), Shalom, 2002.
- La donna e il drago. I giorni dell'Apocalisse, Sugarco, 2002. ISBN 88-7198-459-5.
- Jakov. Un angioletto per Maria. Medjugorje raccontata ai bambini, Ares, 2004. ISBN 88-8155-287-6.
- L'avvenimento del secolo. La Madonna si è fermata a Medjugorje, Sugarco, 2004. ISBN 88-7198-483-8.
- Satana nei messaggi di Medjugorje, Sugarco, 2006. ISBN 88-7198-508-7.
- Medjugorje. In attesa del segno, con Saverio Gaeta, Sugarco, 2006. ISBN 88-7198-511-7.
- Medjugorje. La Madonna chiama i giovani, Sugarco, 2009. ISBN 978-88-7198-582-4.
- I segreti di Medjugorje. La regina della pace rivela il futuro del mondo, con Diego Manetti, Piemme, 2010. ISBN 978-88-566-0195-4.
- L'aldilà nei messaggi di Medjugorje, con Diego Manetti, Piemme, 2011. ISBN 978-88-566-1073-4.
- Medjugorje. Ultimo appello, con Saverio Gaeta, Sugarco, 2011. ISBN 978-88-7198-612-8.
- Medjugorje rinnova la Chiesa. La crisi dei nostri giorni e il tempo dei segreti, con Diego Manetti, Piemme, 2013. ISBN 978-88-566-1074-1.
- Medjugorje e il futuro del mondo. Dai dieci segreti al tempo della pace, con Diego Manetti, Piemme, 2014. ISBN 978-88-566-2217-1.
- Medjugorje. Il cielo sulla terra, Piemme, 2014. ISBN 978-88-566-2856-2.
- L'anticristo. Medjugorje e il mondo senza Dio, con Diego Manetti, Piemme, 2015. ISBN 88-566-4346-4.
- Il segreto di Medjugorje. Per affrontare gli ultimi tempi, con Diego Manetti, 2016. ISBN 978-88-566-4782-2.
- La luce nella tempesta. Medjugorje e il destino del mondo, Piemme, 2017. ISBN 978-88-566-5930-6.
- L'eroismo delle origini. I primi tre anni a Medjugorje, con Diego Manetti, Piemme, 2018. ISBN 978-88-566-6316-7.
- La pace del cuore. Il messaggio di purificazione di Medjugorje, Piemme, 2018. ISBN 978-88-566-6441-6.
- L'umanità al bivio. Medjugorje nel tempo dell'impostura anticristica, con Diego Manetti, 2020. ISBN 978-88-566-7457-6.
- Il tempo dei segreti. A Medjugorje la Madonna ha deciso di cambiare il mondo, con Diego Manetti, 2021. ISBN 978-88-566-7962-5.
- Le parole di Maria a Medjugorje. La sua presenza illumina e conforta, Sugarco, 2021. ISBN 978-88-7198-779-8.
- Se siete miei, vincerete. La promessa di Maria a Medjugorje, Piemme, 2022. ISBN 9788856683820.
- La gloria di Maria nell'annuncio dei segreti. Il segno di Medjugorje illuminerà il mondo, Sugarco, 2023. ISBN 978-88-7198-814-6.
- Apostoli di Maria. Come esercito schierato a battaglia, Sugarco, 2023. ISBN 978-88-7198-816-0.
- Medjugorje è la speranza del mondo. La Madonna prepara i tempi nuovi, Sugarco, 2023. ISBN 978-88-7198-820-7.
- La Chiesa è indistruttibile. La promessa di Maria a Medjugorje, Piemme, 2024. ISBN 978-88-566-9381-2.
- Medjugorje. I tre giorni della salvezza, Sugarco, 2024. ISBN 978-88-719-8827-6
- Cercate il volto di mio Figlio. L'esortazione della Madonna a Medjugorje, Sugarco, 2024. ISBN 978-88-7198-832-0
- Medjugorje. Il futuro è di Dio. Maria guida il suo popolo verso un tempo di primavera, Sugarco, 2024. ISBN 978-88-7198-834-4
- Il segno di Medjugorje scuoterà il mondo. Bellissimo, indistruttibile, durevole, che viene dal Signore, Sugarco, 2025. ISBN 978-88-7198-840-5

### Libri-intervista
- Maria e il futuro dell'umanità, con Andrea Tornielli, Gribaudi, 2002. ISBN 88-7152-664-3.
- Amore e vocazione. Le parole di padre Livio, con Saverio Gaeta, San Paolo, 2002. ISBN 88-215-4653-5.
- Fede e speranza. Le parole di padre Livio, con Saverio Gaeta, San Paolo, 2002. ISBN 88-215-4654-3.
- Preghiera e vita cristiana. Le parole di padre Livio, con Saverio Gaeta, San Paolo, 2003. ISBN 88-215-4655-1.
- Verità e carità. Le parole di padre Livio, con Saverio Gaeta, San Paolo, 2003. ISBN 88-215-4656-X.
- Il crocifisso scomodo, con Alessandro Gnocchi e Mario Palmaro, Piemme, 2003. ISBN 88-384-8398-1.
- Tra cielo e terra. Radio Maria. Un miracolo di volontariato, intervista con Angelo Montonati, San Paolo 2004. ISBN 88-215-5027-3.
- L'inganno di satana, con Andrea Tornielli, Gribaudi, 2004. ISBN 88-7152-789-5.
- La firma di Maria, con Saverio Gaeta, Sugarco, 2005. ISBN 88-7198-491-9.
- Attacco alla Chiesa, con Andrea Tornielli, Gribaudi, 2006. ISBN 88-7152-851-4.
- Il tempo di Maria, con Saverio Gaeta. Sugarco, 2007. ISBN 978-88-7198-529-9.
- Perché sono cristiano. Da Medjugorie a Radio Maria, con Saverio Gaeta, Piemme, 2008. ISBN 978-88-566-2901-9.
- Aldilà. La vita oltre la morte, con Andrea Tornielli, Gribaudi, 2008. ISBN 978-88-7152-930-1.
- L'ora di Satana. L'attacco del Male al mondo contemporaneo, con Diego Manetti, Piemme, 2009. ISBN 978-88-566-0194-7.
- La Divina Misericordia, con Saverio Gaeta, Sugarco, 2009. ISBN 978-88-7198-568-8.
- Domande a Dio, con Saverio Gaeta, Sugarco, 2010. ISBN 978-88-7198-591-6.
- Identikit di Gesù a partire dalla Sindone, con Saverio Gaeta, Gribaudi, 2010. ISBN 978-88-6366-008-1.
- Il ritorno di Cristo. La seconda venuta di Gesù e le profezie di Medjugorje sulla fine dei tempi, con Diego Manetti, Piemme, 2012. ISBN 978-88-566-3189-0.
- Radio Maria un miracolo di volontariato. Origini, storia e attualità, intervista con Angelo Montonati, Sugarco, 2012. ISBN 978-88-7198-629-6.
- Il cristianesimo non è facile ma è felice, con Saverio Gaeta, Sugarco, 2012. ISBN 978-88-7198-646-3.
- Inchiesta sull'inferno. Salvezza e perdizione nelle profezie di Medjugorje, con Diego Manetti, Piemme, 2013. ISBN 978-88-566-2216-4.
- Effetto Bergoglio. Le dieci parole di papa Francesco che stanno cambiando il mondo, con Saverio Gaeta, Salani, 2014. ISBN 978-88-6715-798-3.
- La vita devota, con Saverio Gaeta, Sugarco, 2015. ISBN 978-88-7198-686-9.
- Il Santo Rosario. La preghiera che Maria desidera, con Saverio Gaeta, Sugarco, 2016. ISBN 9788871987064.
- Satana sciolto dalle catene. L'ora dell'impero delle tenebre, con Diego Manetti, Sugarco, 2016. ISBN 9788871987132.
- Da Fatima a Medjugorje. Il piano di Maria per un futuro di pace, con Diego Manetti, Piemme, 2017. ISBN 9788856657340.
- Siamo tutti peccatori. Papa Francesco invita alla confessione, con Stefano Chiappalone, Sugarco, 2017. ISBN 9788871987170.
- Il manto di Maria. Le apparizioni mariane dalla medaglia miracolosa a Medjugorje, con Saverio Gaeta, Sugarco 2017. ISBN 978-88-7198-724-8
- I Santi giovani, con Stefano Chiappalone, Sugarco, 2018. ISBN 9788871987323.
- La croce rinnegata. L'apostasia dell'Occidente, con Diego Manetti, Piemme, 2019. ISBN 978-88-566-6885-8.